# Illes Medes
Die  Illes Medes, spanisch Islas Medas und deutsch Medas-Inseln, sind eine kleine Inselgruppe von sieben unbewohnten Inseln bei L’Estartit mit insgesamt 21,5 ha Fläche. Die Karst-Inseln im Mittelmeer an der Costa Brava in Katalonien, Spanien, stellen geologisch die Fortsetzung des benachbarten Montgrí-Massivs auf dem Festland dar. Die Hauptinsel ist die größte Insel der Costa Brava.

## Lage
Die Inselgruppe mit der größeren Hauptinsel Meda Gran (18,7 ha) ist dem Ort L’Estartit mit etwa 1 km Entfernung zum Strand unmittelbar vorgelagert. Die weiteren Inseln der Gruppe sind Meda Xica (2,6 ha), Tascons Grossos, Medellot, Tascons Petits, Ferrenelles und Cavall Bernat. Einige sind flächenmäßig eher aus dem Wasser ragende Steilfelsen. Die Höhe der Felsen beträgt zwischen 25 und 67 m (Hauptinsel). Der Zutritt zu den Inseln ist mit fachkundiger Führung erlaubt.

## Naturschutz und Tauchen
Das Gebiet rund um die Inseln ist seit 1990 ein streng geschütztes Unterwasser-Naturschutzgebiet. Da der Fischfang bereits seit 1983 verboten ist, ist es bekannt für seine Vielfalt an Fischen und Krustentieren. In großer Zahl sind vor allem Zackenbarsche zu sehen. Weitere Meerestiere sind Adlerrochen, Muränen und Tintenfische.
Die Unterwasserflora und -fauna der Inselgruppe mit Unterwasserhöhlen wird von Sporttauchern als unvergleichlich im Mittelmeer betrachtet. Der Tauchbetrieb hat sich zu einem wesentlichen Wirtschaftsfaktor im Tourismus von L’Estartit entwickelt. Es gibt rund ein Dutzend Tauchschulen, die geführte Touren zu den Inseln anbieten. An den Inseln sind Tauchplätze mit Bojen markiert, es herrscht eine strenge Taucherreglementierung. Eine Besonderheit ist die sogenannte „Delfin-Höhle“, welche nur über einen in etwa 20 Meter unter der Wasseroberfläche liegenden Eingang von Tauchern erreicht werden kann. Im Inneren der Höhle gibt es eine große Kammer mit einer Luftblase. Den Eingang zur Höhle markiert eine kleine figürliche Darstellung eines Delfins.
Auch mit Glasbodenbooten ist die Unterwasserwelt der Inseln gut zu erkunden.

## Geschichte

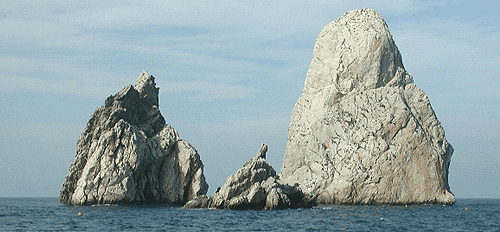
Weitere Inseln bzw. Felsspitzen der Medas-Inselgruppe: Tascons Grossos, Tascons Petits und der 70 Meter hohe Cavall Bernat

Schiffsreste deuten darauf hin, dass die Inseln schon vor Jahrtausenden von griechischen Schiffen angelaufen wurde. Menschliche Knochenfunde deuten auf eine Bestattungsstätte auf der Hauptinsel Meda Gran hin. Im 15. Jahrhundert entstand auf ihr eine Befestigungsanlage, die von Rittern bewohnt war. Nachdem sie die Insel verlassen hatten, wandelte sie sich in ein Piratennest. Piraten führten von hier aus auch Überfälle in das Landesinnere durch. Als Folge wurden Bauernhöfe zwischen L’Estartit und Torroella de Montgrí mit Wehrtürmen (Torre Gran, Torre Begura) militärisch befestigt. Im 18. Jahrhundert diente die Hauptinsel als Gefängnis, das im 19. Jahrhundert in eine kleine Militärgarnison umgewandelt wurde. Wegen ihrer Lage stellte die Inselgruppe einen wichtigen strategischen Punkt der Küstenverteidigung dar. Auf der Meda Gran gibt es einen kleinen Leuchtturm, der 1866 entstand. Bis 1930 wurde er von einem Leuchtfeuerwärter betreut; heute wird er mit Solarstrom betrieben.